# Peter Frederik Suhm
 (octobre 2012).
Si vous disposez d'ouvrages ou d'articles de référence ou si vous connaissez des sites web de qualité traitant du thème abordé ici, merci de compléter l'article en donnant les références utiles à sa vérifiabilité et en les liant à la section « Notes et références ».
Peter Frederik Suhm (également Friderich) (18 octobre 1728 – 7 septembre 1798), est un historien et bibliophile danois.

## Biographie
Il est le fils du commandeur (puis amiral) Ulrik Frederik Suhm (mort le 28 novembre 1758). Il est élevé à Copenhague et, étant enfant, reçoit des leçons privées de divers précepteurs compétents et consciencieux. Il fut lui-même un élève doué et avide d'apprendre. Ce fut l'un des cofondateurs avec Johan Ernst Gunnerus de la Société de Trondheim, devenue en 1767 la Société royale des lettres et des sciences de Norvège, la Norvège étant alors une province danoise.